# Królik Greg
Królik Greg (ang. Greg the Bunny, 2002–2006) – amerykański serial komediowy stworzony przez Spencera Chinoya i Dana Milano. Wyprodukowany przez 20th Century Fox Television.
Światowa premiera serialu odbyła się 27 marca 2002 roku na kanale Fox i był emitowany do 19 października 2004 roku. Od 19 sierpnia 2005 roku serial nadawany był na kanale IFC. Ostatni odcinek został wyemitowany 16 grudnia 2006 roku. W Polsce serial nadawany był na kanale TV4.

## Opis fabuły
Serial opowiada o króliku-maskotce imieniem Greg, który dostaje ciekawą pracę przy produkcji dziecięcego programu telewizyjnego „Sweetknuckle Junction”.

## Obsada
- Seth Green – Jimmy Bender
- Eugene Levy – Gil Bender
- Sarah Silverman – Alison Kaiser
- Bob Gunton – "Junction" Jack Mars
- Dan Milano – 
  - królik Greg,
  - Warren DeMontague,
  - The Wumpus
- Victor Yerrid – Tardy Turtle